# Anomoeotes infuscata
Anomoeotes infuscata là một loài bướm đêm thuộc họ Anomoeotidae. Loài này có ở Angola.